# Stvaranje znanja
Stvaranje znanja (en. knowledge building) možemo definirati kao proizvodnju i unaprjeđenje ideja koje su od značaja zajednici, kroz načine koji su bolji i uspješniji nego oni na razini individualnog rada. 
Pod ovim pojmom, znači, podrazumjevamo grupnu aktivnost koja se odnosi na intelektualni rad u specifičnom okolišu.

## Učenje i stvaranje znanja
Pod pojmom „stvaranjem znanja“ često se javlja definicija da je stvaranje znanja zapravo učenje. Iako je učenje jedan od procesa koji se neizostavno javljaju kod stvaranja znanja termin je neispravan. Do pogreške je došlo zbog čestog korištenja termina „Knowledge Building“ u poslovnom svijetu.
Definirajmo osnovne razlike između učenja i stvaranja znanja:

### Učenje
Učenje je složeni psihički proces promjene ponašanja na osnovi usvojenog znanja i iskustva. Obuhvaća usvajanje navika, informacija, znanja, vještina i sposobnosti. To je proces uskladištavanja podataka u skladištu pamćenja. 

### Stvaranje znanja
Za razliku od učenja, stvaranje znanja rezultira u stvaranju ili promjeni šireg, javnog znanja – znanja koje počiva svugdje oko nas,a na kojem mogu raditi drugi ljudi te ga ujedno koristiti. Znanje koje počiva svugdje oko nas su sve one vještine ili resursi primjenjivi na trenutni projekt, a treba ga samo prepoznati i iskoristiti.

## Stvaraoci znanja
Do sada smo mogli zaključiti da je stvaranje znanja kolektivan rad. Tko su onda potencijalni sudionici kolektiva koji rade na jednom projektu?
S obzirom na to da je stvaranje znanja vrlo otvoren sustav rada dosta je sporno kako zapravo procijeniti tko je sposoban za rad na nekom određenom projektu. Upravo ta otvorenost govori nam da bi apsolutno svatko mogao sudjelovati.
Trebamo li se voditi zdravim razumom i pretpostaviti da osobe koje sudjeluju u nekom projektu trebaju biti isključivo stručnjaci?
U slučaju stvaranja znanja trebali bi stvaraoce gledati s jednog posve drugogo gledišta. Osoba koja možda nema ključne vještine potrebne za projekt može svojim iskustvom, pozadinskim znanjem ili talentom pridonijeti ostvarenju cilja na načine koji nam možda u prvom trenutku nisu vidljivi.
Vođeni istim razmišljanjem iz sustava vrednovanja trebali bi izbaciti dobnu granicu. Iako je zrelost vrlo bitna stavka, genijalnost i inventivnost nije karakteristika samo odrasle populacije.
U ovom sustavu ne postoji strogo definiran način procjene tko je sposoban za sudjelovanje u stvaranju.
Kako bi ipak ustanovili neke smjernice koje će nam odrediti putanju razvoja te pomoći u odluci koliko je tko sposoban za sudjelovanje u nekom projektu, postavimo nekoliko pristupa stvaranju znanja.
Ti bi nam pristupi trebali donekle trebali omogućiti kvalitetno stvaranje znanja.

### Prvi pristup  -ključna znanja–utvrđivanje već usvojenih znanja
Nakon završene škole rijetke su osobe koje vladaju stečenim znanjem, a još rjeđi oni koji ga znaju pravilno upotrijebiti. Bitno je utvrditi postojeće temelje, kako bi osoba bila spremna za sve potencijalne izazove koji ga čekaju. 
Primarno bi se trebali voditi iskustvom i opsegom teoretskog znanja, a potom talentom i mudrošću stvaraoca. Ne treba isključiti mogućnost da bi talent (ili genijalnost) mogao preuzeti primarnu fukciju te nadopuniti ili nadomjestiti nedovoljan opseg ključnog znanja.

### Drugi pristup  -pozadinske vještine–iskustvene vještine
Pozadinske vještine možemo definirati kao pomoćne vještine ili kao one koje se stječu s iskustvom. Kritičko razmišljanje, znanstvene metode ili pak suradnja su neke od pozadinskih vještina koje bi trebalo usvojiti.
Pozadinske vještine su u početku vrlo rijetke. One dolaze tek na većim nivoima znanja no bitan su segment za bilo koju vrstu projekata. 

### Treći pristup  -Zajednice za učenje–vođeno otkrivanje ili učenje projektima
Sposobnost stvaraoca da surađuje s drugima u uvjetima fizičke prisutnosti ili pute nekog drugog oblika komunikacije
Timski rad ovdje je neizbježan i predstavlja sam temelj stvaranja znanja. Skupina ljudi ima puno veće mogućnosti  - resursi, vještine, iskustva – od pojedinog stvaratelja.
Ovaj je pristup danas više nego bitan zbog informatizacije koja je komunikaciju dovela do nevjerojatnih razina. Jedini problem koji ona predstavlja nalazi se u praznom konstruktivizmu. Stvaratelji mogu biti poneseni idejama koje mogu zaći u probleme zbog manje bitnih konstruktivnih zahvata.

## Zaključak
U današnje informacijsko doba ljudsko je znanje sve specijaliziranije. Rad na velikim projektima može biti uvelike problematičan ako u njega nije uključena velika skupina ljudi s raznovrsnim vještinama.
Današnje tehnologije omogućuju nam sudjelovanje u takvim radnjama bez fizičke prisutnosti, a neki od alata koji su nam dostupni više su nego dovoljni za uspješnu komunikaciju. Fizički resursi koji su gotovo uvijek problem, mogu tim putem biti optimalno iskorišteni, a sama kvaliteta njihova korištenja ovisna o samom stvaraocu tj. njegovoj individualnoj kvaliteti.

## Poveznice
Scardamalia, M., & Bereiter, C. (2003). Knowledge Building. In J. W. Guthrie (Ed.), Encyclopedia of Education, Second Edition (pp.). New York: Macmillan Reference, USA.  